# Pic Blue Mountain
Pour les articles homonymes, voir Blue Mountain.
Le pic Blue Mountain est le point culminant de la Jamaïque à 2 256 mètres d'altitude. Il est situé dans les Blue Mountains.